# Trimma anaima
Trimma anaima är en fiskart som beskrevs av Richard Winterbottom 2000. Trimma anaima ingår i släktet Trimma och familjen smörbultsfiskar. Inga underarter finns listade i Catalogue of Life.